# جون مككولوك
جون مككولوك (بالإنجليزية: John McCulloch)‏ (15 يوليو 1896 في المملكة المتحدة - ) هو لاعب كرة قدم بريطاني (وحمل سابقاً جنسية المملكة المتحدة لبريطانيا العظمى وأيرلندا) في مركز الهجوم. لعب مع نادي دمبرتون ونادي رينجرز.